# Френ ле Шато
Френ ле Шато (фр. Frasne-le-Château) насеље је и општина у источној Француској у региону Франш-Конте, у департману Горња Саона која припада префектури Везул.
По подацима из 2011. године у општини је живело 293 становника, а густина насељености је износила 23,44 становника/km². Општина се простире на површини од 12,5 km². Налази се на средњој надморској висини од 180 метара (максималној 375 m, а минималној 236 m).

## Демографија
| 1962. | 1968. | 1975. | 1982. | 1990. | 1999. | 2011. |
| ----- | ----- | ----- | ----- | ----- | ----- | ----- |
| 403   | 432   | 414   | 290   | 218   | 228   | 293   |

График промене броја становника у току последњих година